# 韦赖茨凯伊·阿科什
韦赖茨凯伊·阿科什（匈牙利語：Vereckei Ákos，1977年8月26日—），匈牙利男子皮划艇运动员。他曾代表匈牙利参加2000年、2004年和2008年夏季奥林匹克运动会皮划艇比赛，共获得二枚金牌。